# قطعنامه ۵۱۷ شورای امنیت
قطعنامه ۵۱۷ شورای امنیت سازمان ملل متحد که در تاریخ ۰۴ اوت ۱۹۸۲ تصویب شد، سندی بین‌المللی دربارهٔ اسرائیل-لبنان است. این قطعنامه طی نشست ۲۳۸۹ام با ۱۴ موافق، ۰ مخالف و ۱ ممتنع تصویب شد.